# Gilbert Kennedy, 1:e lord Kennedy
Gilbert Kennedy, 1:e lord Kennedy, död 1489, var en skotsk adelsman och ämbetsman. Han var Skottlands ställföreträdande regent eller riksföreståndare mellan 1463 och 1466.